# Klooster Mildenfurth
Het Klooster Mildenfurth (Kloster Mildenfurth) is een voormalig premonstratenzer klooster in het stadsdeel Mildenfurth in Wünschendorf/Elster in het Landkreis Greiz in Thüringen.

## Geschiedenis

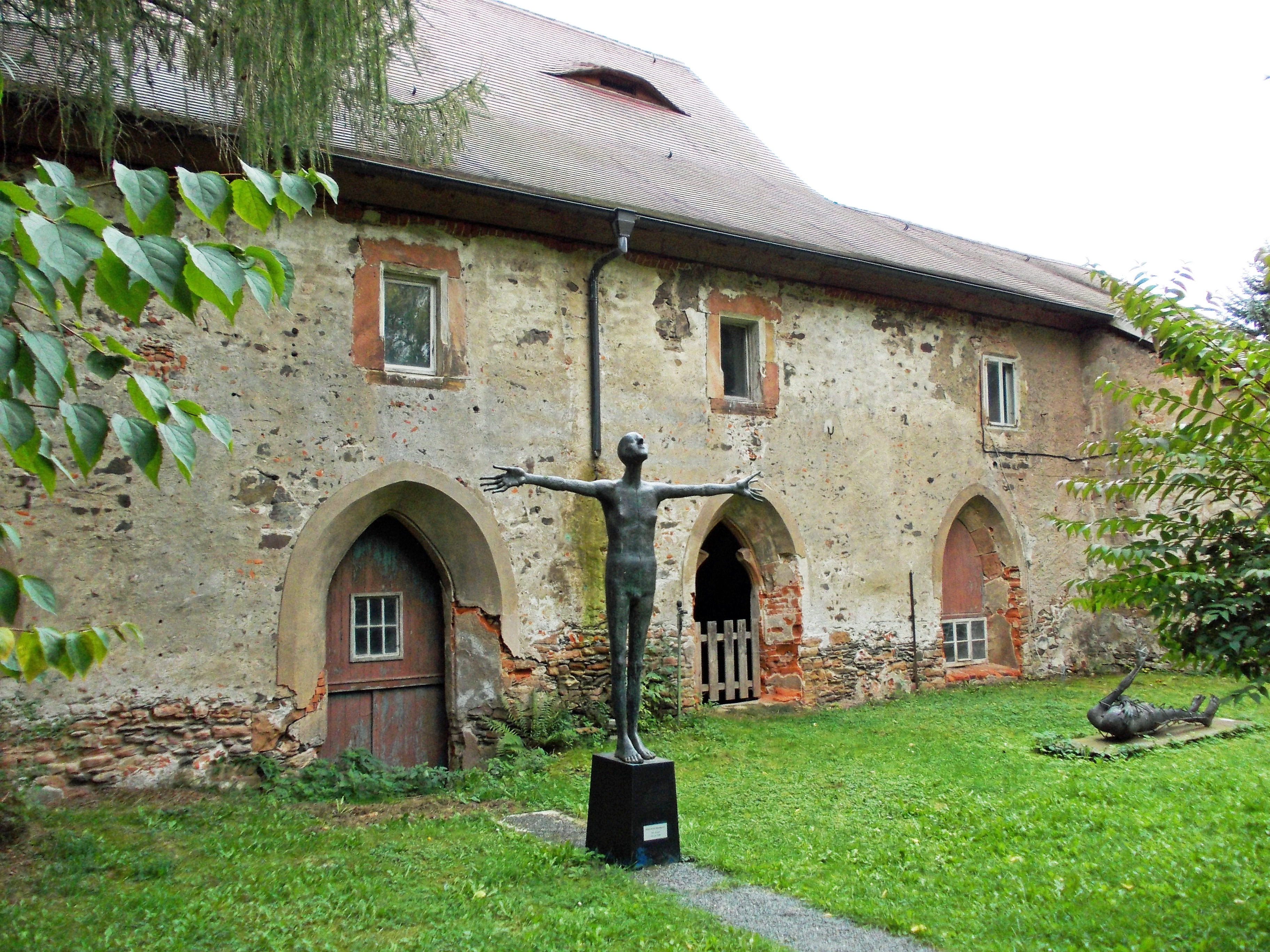
Kruisgang (2012)

Het klooster werd in 1193 door de burchtvoogd Hendrik II van Weida als koorherenstift gesticht. Omstreeks 1200 ontstond de romaanse stiftskerk, waarvan tegenwoordig nog enkele bouwdelen bewaard zijn gebleven. Het betrof een drieschepige basiliek van het gebonden systeem met een getrapt koor. Op het zuiden lag de kruisgang, waarvan de zuidelijke vleugel met het aangrenzende refectorium gedeeltelijk bewaard bleef.   
Na de invoering van de reformatie in 1526 volgde in 1543 de opheffing van het klooster. Het klooster werd aan Matthes van Wallenrod uit Coburg verkocht, die het in 1556 tot een renaissance slot liet verbouwen. Het transept, het koor en delen van het kerkschip werden in de nieuwbouw geïntegreerd. De westelijke torens werden afgebroken en slechts de laagste verdieping met het voormalige portaal bleef tot op de dag van vandaag staan. Vanaf 1617 werd het een jachtslot en later stond het slot ter beschikking van de vorst. Tot 1988 kende het slot een wisselend gebruik. Daarna werd er door een kunstenaarsechtpaar een tentoonstellingsruimte en in 2007 een galerie gevestigd. Ook worden er concerten, lezingen en theatervoorstellingen georganiseerd.  
Eigenaar van het complex is de Stiftung Thüringer Schlösser und Gärten.